# Gérard Paulin Sanfourche
Gérard Paulin Sanfourche s-a născut la 26 iulie 1904 la Berbiguières și a murit la 29 iulie 1976 la La Réole, pe atunci locotenent colonel în Forțele Aeriene rezistente la FFI și parte a Secțiunii F a rețelei Hilaire-Buckmaster. Executivul pentru Operații Speciale , în timpul celui de-al Doilea Război Mondial. 